# Arthur Lacroix
Arthur Jean Lacroix (Gembloers, 17 oktober 1906 - 31 mei 1976) was een Belgisch senator en burgemeester.

## Levensloop
Lacroix was een zoon van veldwachter Alexandre Lacroix en van Elise Mabille. Hij trouwde met Rosa Geib.
Na studies aan de Nijverheidsschool in Namen en na het bekomen van het diploma van maatschappelijk assistent voor de Centrale Jury en het certificaat van de cursus administratief recht van de provincie Namen, werd hij specialist in verzekeringen.
Hij werd:
- adjunct-secretaris van de Federatie van socialistische ziekenkassen in Namen,
- secretaris en voorzitter van de ziekenkas Le Réveil in Gembloers,
- ondervoorzitter van het Rode Kruis, afdeling Gembloers,
- afgevaardigde van het Werk van de oorlogswezen en de wezen door arbeidsongevallen.

In Gembloers werd hij verkozen tot gemeenteraadslid in 1932. Van 1933 tot 1946 was hij schepen van openbare werken. Vanaf 1947 was hij burgemeester.
In 1946 werd hij provincieraadslid voor Namen en in 1948-1949 was hij voorzitter van de provincieraad.
In 1950 werd hij verkozen tot socialistisch senator voor het arrondissement Namen en vervulde dit mandaat tot in 1971. 
Er is een Place Arthur Lacroix in Gembloux.